# Китайські музичні інструменти
Китайські музичні інструменти – категорія традиційних музичних інструментів, що розповсюдилися у Східній Азії з Китаю. Включає як інструменти відомі у класичній культурі, так і деякі інші, які увійшли до вжитку через торгові стосунки із Середньою Азією
Класичні інструменти поділяються на «8 тембрів» (八音) згідно з використовуваним для виготовлення інструментів матеріалами: 
- шовкові (丝)  — струнні, найбільша група, вкл. щипкові (напр., цисяньцинь), пізніше також смичкові;
- бамбукові (竹)  — дерев'яні духові, аналогічні гобоя та флейтам (напр. сяо);
- дерев'яні (木)  — ксилофони;
- кам'яні (石)  — літофони;
- металеві (金)  — дзвони, металофони, цимбали, ґонґи;
- земляні (глиняні) (土)  — окарина сюнь, ударний фов;
- гарбузові (匏)  — духові з вільною тростиною;
- шкіряні (革)  — ударні-мембранофони.

Ця класифікація імовірно сформувалася в Сх. Чжоу, коли деякі інструменти (цитра се, дзвони) перебували на піку популярності, в той час як інші (гуцінь) ще не набули класичної форми або зовсім не існували. Вона достатньо умовна: наприклад, найдавніші флейти («бамбук») виготовлялися з кістки (наприклад, інструмент ґуді, що виготовлений 6 тис. років до н.е.); шкіра або дерево використовувалися як мембрана багатьом струнно-смичкових; інструменти типушен («гарбуз») могли виготовлятися з дерева, що імітує форму гарбуза, тощо.

## Галерея
Нижче представлено акварельні ілюстрації, зроблені в Китаї у 1800-х, що демонструють кілька типів музичних інструментів: 

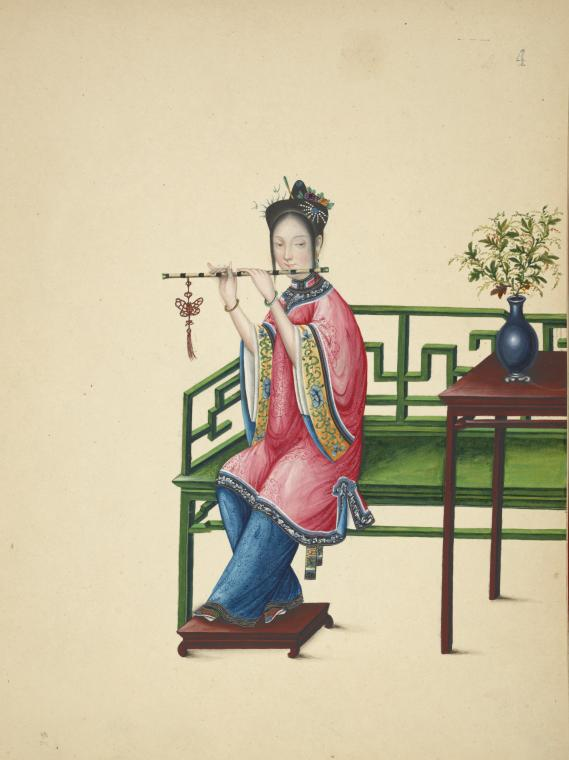
Жінка грає на ді.
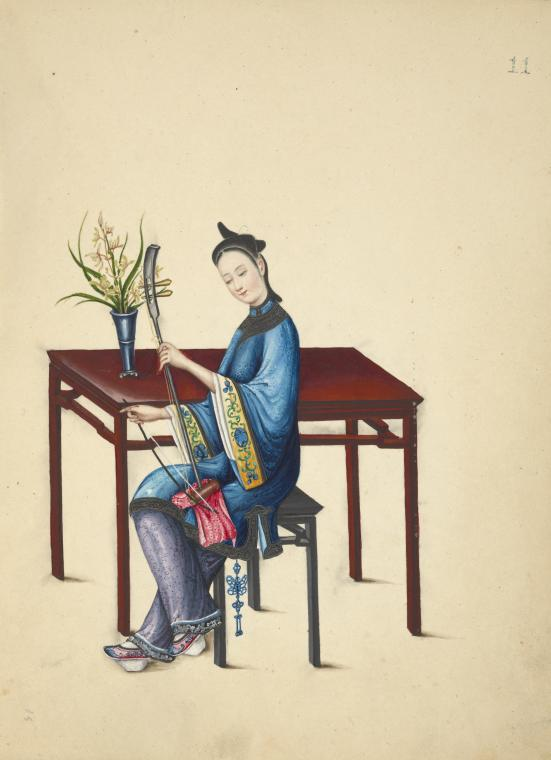
Жінка грає на цзіньху.
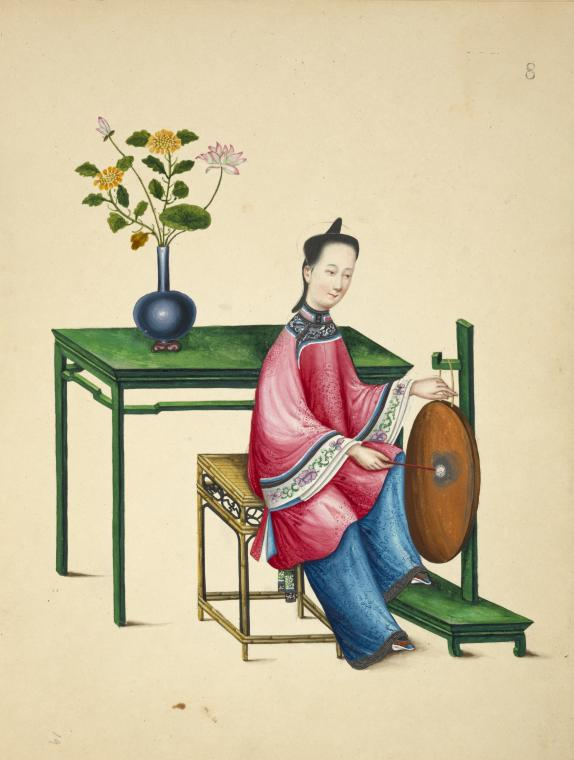
Жінка грає на гонгу.
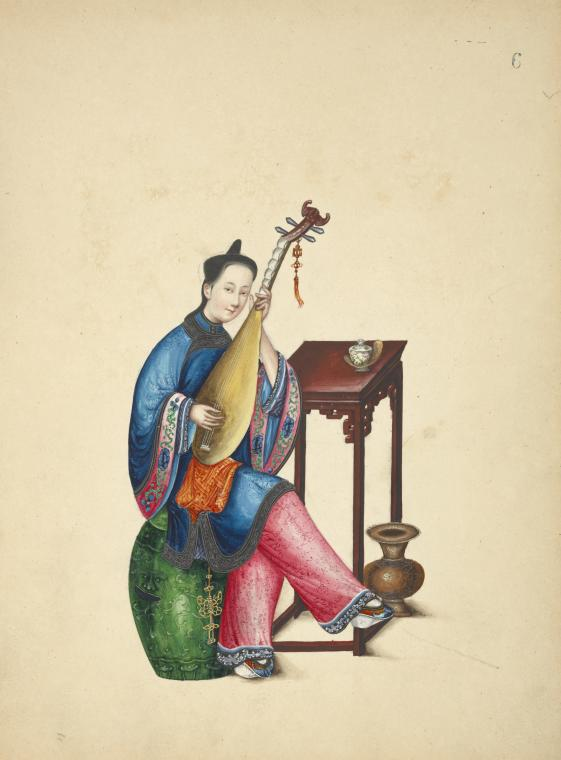
Жінка грає на піпі.
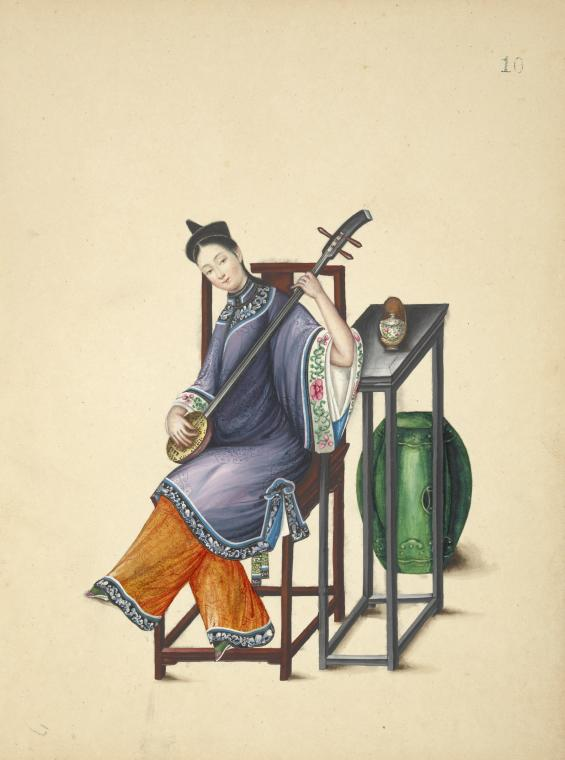
Жінка грає на саньсянь.
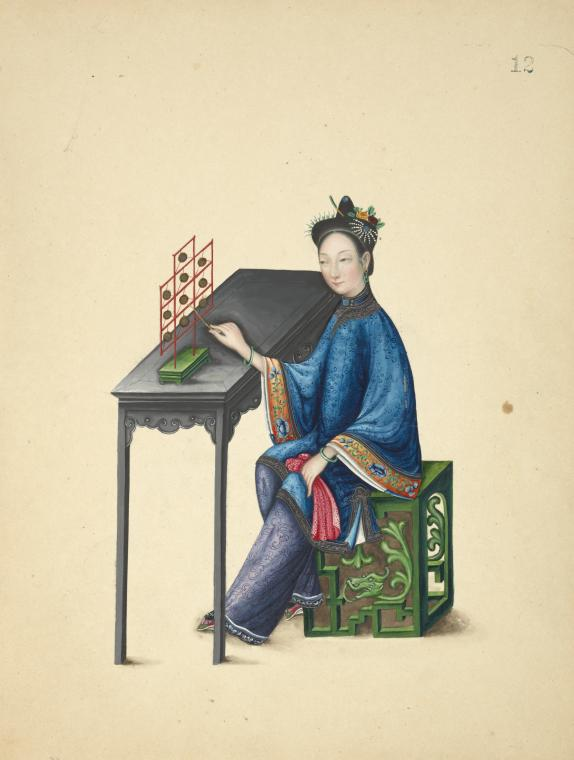
Жінка грає на шимяньло (shimianluo).
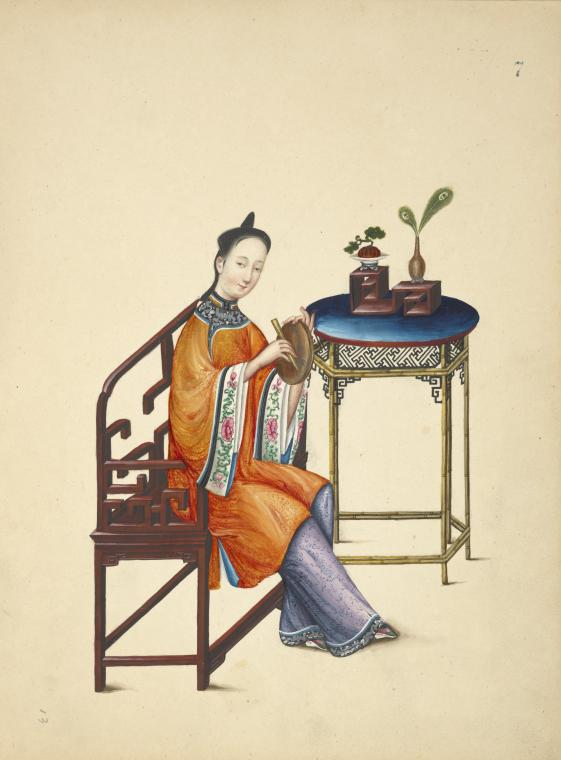
Жінка грає на маленькому барабані.
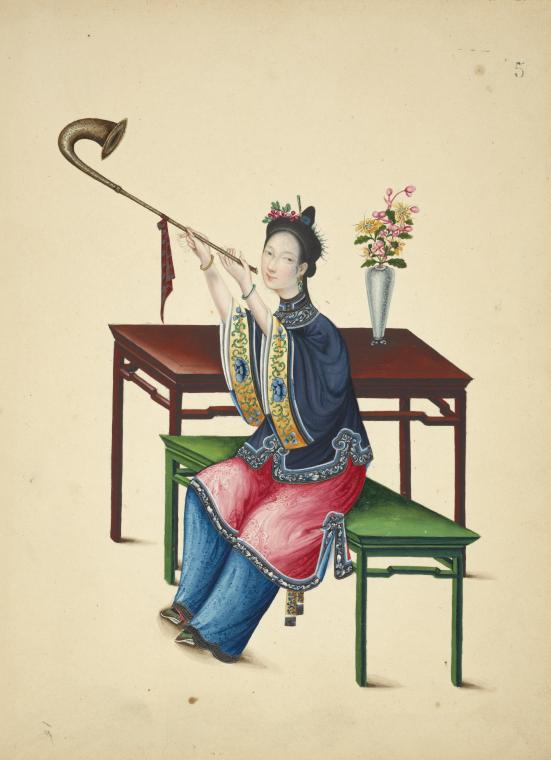
Жінка грає на духовому інструменті з вигнутим розтрубом.
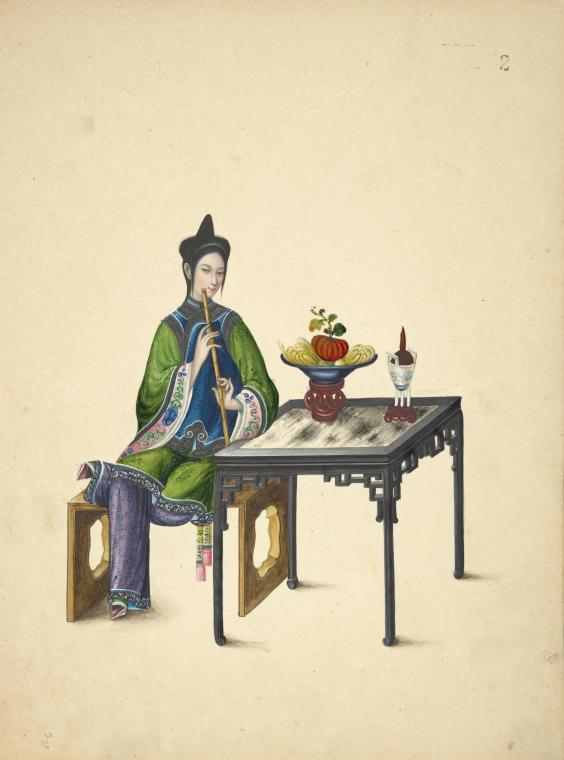
Жінка грає на сяо.
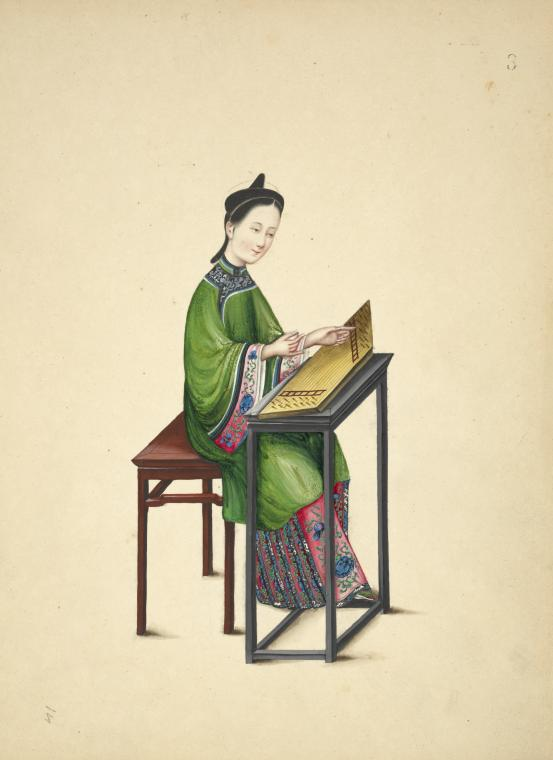
Жінка грає на чжен.